# Condado de León (Florida)
El condado de León es un condado de Florida, Estados Unidos. Tiene una población estimada, a mediados de 2023, de 296 913 habitantes.
La sede del condado es Tallahassee, que es también la capital del estado.

## Historia
Fue creado en 1824. Su nombre deriva de Juan Ponce de León, explorador español que fue el primer europeo en llegar a la Florida.

## Demografía

### Censo de 2020
Según el censo de 2020, en ese momento el condado tenía una población de 292 198 habitantes. La densidad de población era de 170 hab/km². Había 133 478 viviendas, lo que representaba una densidad de 80/km².
|                        | Núm.    | Porc.  |
| ---------------------- | ------- | ------ |
| Blancos                | 163 927 | 56.1%  |
| Afroamericanos         | 88 862  | 30.4%  |
| Amerindios             | 838     | 0.3%   |
| Asiáticos              | 10 590  | 3.6%   |
| Isleños del Pacífico   | 174     | 0.1%   |
| De otras razas         | 6175    | 2.1%   |
| De una mezcla de razas | 21 632  | 7.4%   |
| Total                  | 292 198 | 100.0% |

Del total de la población, el 7.84% eran hispanos o latinos de cualquier raza.

### Estimación 2019-2023
De acuerdo con la estimación 2019-2023 de la Oficina del Censo, hay 124 867 hogares en el condado.
El 18.3% de los habitantes del condado tienen menos de 18 años, el 66.4% tiene entre 18 y 64 años y el 15.3% tiene 65 años de edad o más. La edad media es de 32.6 años.
Los ingresos medios de los hogares del condado son de $65 981 y los ingresos medios de las familias son de $95 057. Los ingresos medios en los últimos doce meses, medidos en dólares de 2023, son de $36 823.Alrededor del 18.1% de la población está por debajo de la línea de pobreza, entre ellos el 19.9% de los menores de 18 años y el 11.5% de quienes tienen 65 años de edad o más.

## Ciudades
- Tallahassee

## Lugares designados por el censo (census-designated places,CDP)
- Bradfordville
- Capitola
- Chaires
- Fort Braden
- Miccosukee
- Woodville